# Drum (tidskrift)
Drum (engelska för trumma) är en sydafrikansk familjetidskrift, som är riktad till en svart läsekrets. Den är känd för sina reportage om den svarta stadskulturen i Sydafrika under 1950- och 1960-talen.
Drum började utges 1951 som African Drum av den tidigare cricketspelaren och författaren Bob Crisp och Jim Bailey, som varit pilot i Royal Air Force och var son till den sydafrikanske finansmannen Abe Bailey. Den brittiske författaren Anthony Sampson var redaktör för Drum mellan 1951 och 1955.
Drum hade en blomstringstid under 1950-talet mellan Defiance Campaign och Sharpevillemassakern. Det var också ett årtionde med en stor emigration av svarta till städerna, med uppkomsten av den speciella svarta stadskulturen i Sophiatown i Johannesburg, med "Black jazz", olagliga pubar ("shebeens") och vidlyftiga gangsters i amerikansk stil ("tsotsis") med kromtunga amerikanska bilar, vilka talade slangspråket tsotsitaal. I Drum beskrevs denna de svarta sydafrikanernas stadskultur.
Drums skribentkår under 1950-talet inkluderade svarta journalister som Henry Nxumalo, Can Themba, Todd Matshikiza, Bloke Modisane, Arthur Maimane, och Casey Motsisi. De kallades som grupp "the Drum Boys".
Drums chefsfotograf och bildredaktör var Jürgen Schadeberg, som kom till Sydafrika från Tyskland 1950 och som uppfostrade en generation av svarta sydafrikanska fotografer som Ernest Cole och Peter Magubane.

## Senare utveckling
Drum tappade fart vid mitten av 1960-talet och blev ett supplement var 14:e dag till tidningen Golden City Post. Den revitaliserades 1968. År 1984 köptes Drum Publications av Naspers.